# Association américaine des professeurs de français
L'Association Américaine des Professeurs de Français (AATF) est une organisation professionnelle regroupant les professeurs de français aux États-Unis, fondée en 1927. Les enseignants qui adhèrent à cette association peuvent être impliqués dans l'enseignement du français au primaire, au secondaire ou à l'université. Des enseignants retraités et stagiaires sont également membres. Elle compte actuellement environ 10 000 membres. 
Face à un déclin de l'intérêt pour le français aux États-Unis depuis les années 1980, l'organisation organise des congrès annuels réunissant enseignants et éducateurs afin de trouver des moyens de promouvoir le français en dehors du programme scolaire traditionnel.
La publication officielle de l'AATF s'appelle The French Review, qui a le plus grand tirage de toutes les revues scientifiques sur la langue française. Carine Bourget, professeure d'études françaises et francophones à l'Université de l'Arizona, en est la rédactrice en chef. Michel Gueldry de Missouri Science and Technology en est l'actuel rédacteur en chef.

## Concours national de français
Le Concours national de français («National French Contest») est créé en 1936 par le Conseil exécutif de l'AATF afin d'évaluer les résultats relatifs des élèves en français aux États-Unis. Initialement appelé « Le Grand Concours national de français », il a ensuite été raccourci en « Grand Concours ».
Le concours annuel compte actuellement environ 100 000 participants, des écoles primaires aux lycées, dans toutes les sections du pays. Il comprend sept niveaux. 
Le premier, appelé FLES, s'adresse aux élèves du primaire. 
Les niveaux «01» et 1 à 5 sont destinés aux élèves de la 7e à la terminale. 
Chaque niveau comprend des divisions de A à E pour distinguer les élèves en fonction de leur expérience antérieure en français. Environ 0,1 % des participants reçoivent une médaille d'or pour le «rang national 1». Environ 0,7 % reçoivent une médaille d'argent pour les «rangs nationaux 2 et 3». Environ 8 % reçoivent une médaille de bronze pour les «rangs nationaux 4 à 10».